# Johann Gerhard Scheller
Pour les articles ayant des titres homophones, voir Sheller et Max Scheler.
Pour les articles homonymes, voir Scheller.
Johann Gerhard Scheller (1735-1803) est un philologue et lexicographe allemand.

## Biographie
Né en 1735 à Ihlow dans l'Électorat de Saxe, il est recteur du lycée de Lübben (Basse-Lusace) puis du gymnase de Brieg (Silésie)[réf. souhaitée].

## Œuvres
Il est connu pour avoir écrit, entre autres ouvrages, deux dictionnaires qui ont été longtemps des classiques en Allemagne : 
- le Petit dictionnaire latin-allemand et allemand-latin, Leipzig, 1779 ;
- le Grand dictionnaire latin-allemand et allemand-latin, 1783.